# Прела Кастело (Империја)
Прела Кастело је насеље у Италији у округу Империја, региону Лигурија.
Према процени из 2011. у насељу је живело 20 становника. Насеље се налази на надморској висини од 151 м.